# KEI (ファッションモデル)
KEI（けい ）は鹿児島県出身の女性ファッションモデル。ガンズマネージメント所属。
趣味は料理。調理師免許取得。ペットはうさぎのスフレ。

## 出演

### 雑誌
- an・an
- PS
- je suis
- Ray(中国)
- Spring
- CASSADY
- 百日草
- ESCALA

### CM
- FamilyMart 「ファミコレはじまる篇」(2013.1～2013.12)
- Nestle ネスカフェエクセラ　「スッキリつめかえパック 登場」篇(2012.9～2013.2)
- もっとTV (2012.10～2013.4)
- メナード「ホワイター」篇(2012.4～2013.4)
- ガスト「朝ガスト　ファミリー」篇(2012.3～2012.6)
- ZOZOTOWN 2012 WINTER SALE「パーティー」篇(2012.1)
- AQUARIUS Vitamin Guard「あれこれスケジュール・初夏」篇(2011.4～2011.12)
- ワコール　LALAN「うわさのリボンブラ」(2010.12～2011.6)
- ロート製薬　肌研「肌ラブキャンペーン」（2010.5～2010.10）
- Panasonicキッチン「盛り付け篇」(2010.3～2011.2)
- LALAN ヨコムネ篇（ワコール）
- ひとりでも割（NTT DOCOMO）
- マックグリドル（マクドナルド）
- サントリーGatorade FitnessWater
- DELL
- UFJ銀行「お正月」
- ラウム（TOYOTA）
- 関西電力
- ロッテ

### 広告
- tsumori chisato SLEEP (2012.9-2013.3)
- DANSKIN「RUN STYLE」(2012.2-2012.8)
- no3「RECROMA GLAM」 (2011.9～2011.11)
- 横浜ランドマークタワー「L and YOU」(2011.4～2012.3)
- ヴィダルサスーン「Magic Shine」（2010.10～2011.10）
- 品川プリンスホテルブライダル
- 第一園芸ブライダル
- FUJIフィルム　化粧品
- NTT DOCOMO
- マナマナ
- 三越振袖
- フェリシモ　　haco
- 東京モード学園
- ナイガイ
- ニッセン
- 千趣会

### ショー
- Limi feu  東京コレクション
- Limi トレースコレクション
- ワコール コレクション